# Цуо Џуан
Цуо Џуан (кин. упрош: 左传; трад: 左傳; пин: Zuo Zhuan; вџ: Tso Chuan; : []), често превођен као Цуова традиција или Цуов коментар, древна је кинеска наративна историја која се традиционално сматра коментаром на древну кинеску хронику Анали пролећа и јесени. Састоји се од 30 поглавља која покривају период од 722. до 468. године п. н. е. и углавном се фокусира на политичке, дипломатске и војне догађаје из те ере.
Дуги низ векова, Цуо Џуан је био примарни текст преко којег су образовани Кинези учили своју древну историју. Цуо Џуан не објашњава једноставно формулације из Анала пролећа и јесени, већ детаљно разрађује њихову историјску позадину богатим и живописним приказима историје и културе периода пролећа и јесени (771–476. п. н. е.). Цуо Џуан је извор више кинеских изрека и идиома него било које друго класично дело, а његов сажет, течан стил служио је као узор елегантног класичног кинеског језика. Његова тенденција ка нарацији у трећем лицу и приказивању ликова кроз директан говор и радњу постала је обележје кинеске нарације уопште, а његов стил су имитирали историчари, приповедачи и мајстори прозе у древном стилу током више од 2000 година кинеске историје.
Цуо Џуан има репутацију „ремек-дела велике историјске нарације”, али је његова рана текстуална историја углавном непозната, а природа његовог првобитног састава и ауторства је предмет широке дебате. Титуларни „Цуо” традиционално је идентификован као Цуо Ћуминг — опскурна фигура из 5. века п. н. е. описана као слепи ученик Конфучија — али постоји мало стварних доказа који подржавају ову тврдњу. Већина научника данас генерално верује да је Цуо Џуан првобитно био независно дело, састављено током 4. века п. н. е., које је касније преуређено као коментар на Анале.

## Текстуална историја

### Стварање
Упркос дугогодишњем статусу узора класичне кинеске прозе, мало се зна о настанку и раној историји Цуо Џуана. Рукописи на бамбусу и свили ископани из гробница касног периода Зараћених држава (око 300. п. н. е.), у комбинацији са анализама језика, дикције, хронолошких референци и филозофских гледишта Цуо Џуана, сугеришу да је његов састав у великој мери био завршен до 300. године п. н. е. Међутим, ниједан извор пре династије Хан (202. п. н. е. – 220. н. е.) не указује на то да је Цуо Џуан до тада био организован у било какав кохерентан облик. Ниједан текст пре династије Хан не помиње директно Цуо Џуан као извор, иако неколико њих помиње његов матични текст Анали пролећа и јесени. Чини се да Цуо Џуан није имао сопствени посебан наслов током овог периода, већ је једноставно називан „Анали” (Чунћу) заједно са већом групом сличних текстова.
У 3. веку н. е., кинески учењак Ду Ју је интеркалирао Цуо Џуан са Аналима тако да је сваки унос у Аналима био праћен одговарајућим наративом из Цуо Џуана. Ово је постао прихваћени формат Цуо Џуана који постоји и данас. Неки савремени научници верују да је Цуо Џуан првобитно био независно дело састављено током друге половине 4. века п. н. е. — иако вероватно укључује неки старији материјал — које је касније преуређено као коментар на Анале.

### Ауторство
Записи великог историчара, дело Симе Ћена из 1. века п. н. е., прво од 24 кинеске династичке историје, помиње Цуо Џуан као „Цуоши чунћу” (кин. ; „Пролећни и јесењи анали господара Цуоа”) и приписује га човеку по имену „Цуо Ћуминг” (или могуће „Цуоћу Минг”). Према Сими Ћену, Конфучијеви ученици почели су да се не слажу око својих тумачења Анала након Конфучијеве смрти. Цуо је стога сакупио Конфучијеве писарске записе и користио их за састављање Цуових анала како би „сачувао истинска учења”. „Цуо Ћуминг” кога Сима Ћен помиње традиционално се сматрао Цуо Ћумингом који се накратко појављује у Аналектима када га Конфучије хвали због његовог моралног расуђивања. Осим овог кратког помена, ништа се конкретно не зна о животу или идентитету Цуо Ћуминга из Аналаката, нити о томе какву би везу могао имати са Цуо Џуаном. Ова традиционална претпоставка да се „господар Цуо” из наслова односи на Цуо Ћуминга из Аналаката није заснована ни на каквим конкретним доказима, а научници су је доводили у питање већ у 8. веку. Неки савремени научници су приметили да чак и ако је Цуо Ћуминг из Аналаката „Цуо” на кога се реферише у наслову Цуо Џуана, ово приписивање је упитно јер Цуо Џуан описује догађаје из касног периода пролећа и јесени (око 771–476. п. н. е.) које Цуо није могао знати.
Алтернативно, један број научника, почевши од 18. века, сугерисао је да је Цуо Џуан заправо дело Ву Ћија, војног вође који је служио у држави Веј и који је, према Хан Фејци, био из места званог Цуоши (кин. ). Године 1792, учењак Јао Нај је написао: „[Цуо Џуан] није дело једне особе. Било је поновљених нагомилавања и додатака, при чему су они од Ву Ћија и његових следбеника били посебно бројни...”.

### Статус коментара
Почетком 19. века, кинески учењак Љу Фенглу (кин. ; 1776–1829) покренуо је дугу, развучену контроверзу када је предложио, наглашавајући одређене несугласице између њега и Анала, да Цуо Џуан првобитно није био коментар на Анале. Љуову теорију је знатно даље развио истакнути учењак и реформатор Канг Јоувеј, који је тврдио да Љу Син није заиста пронашао верзију Цуо Џуана на „древном писму” у царским архивима, како историјски записи описују, већ да ју је заправо фалсификовао као коментар на Анале. Кангова теорија је била да је Љу Син — који је са својим оцем Љу Сјангом, царским библиотекаром, био један од првих који је имао приступ ретким документима у царским архивима династије Хан — узео Гуоју и фалсификовао га у дело налик хроници како би се уклопио у формат Анала у покушају да пружи кредибилитет политикама свог господара, узурпатора Ванг Манга.
Кангову теорију је подржало неколико каснијих кинеских научника крајем 19. века, али су је многе студије из 20. века, које су је испитивале из различитих перспектива, оповргле. Почетком 1930-их, француски синолог Анри Масперо извршио је детаљну текстуалну студију овог питања, закључивши да је теорија о фалсификату из династије Хан неодржива. Шведски синолог Бернхард Карлгрен је, на основу низа лингвистичких и филолошких анализа које је спровео 1920-их, закључио да је Цуо Џуан аутентичан древни текст „који вероватно треба датирати између 468. и 300. године п. н. е.”. Иако је Љуова хипотеза да Цуо Џуан првобитно није био коментар на Анале генерално прихваћена, Кангова теорија о томе да је Љу Син фалсификовао Цуо Џуан данас се сматра дискредитованом.

### Рукописи
Најстарији сачувани рукописи Цуо Џуана су шест фрагмената који су откривени међу рукописима из Дунхуанга почетком 20. века од стране француског синолога Пола Пелиоа и сада се чувају у Националној библиотеци Француске. Четири фрагмента датирају из периода Шест династија (3. до 6. век), док друга два датирају из ране династије Танг (7. век). Најстарији познати комплетан рукопис Цуо Џуана је „древни свитак рукописа” сачуван у музеју Каназава Бунко у Јокохами, у Јапану.